# Geografía del Perú
El Perú se encuentra situado en la parte central y occidental de América del Sur (UTM N7970840.422; E552505.422
). Está conformado por un territorio de una superficie continental de 1.285.216,60 km², lo que representa el 0.87% del planeta, que se distribuyen en región costeña 136.232,85 km² (10,6%), región andina 404.842,91 km² (28,4%) y región amazónica 62% (782.880,55 km² ); en el extremo septentrional del territorio peruano se encuentra el río Putumayo, el cual sirve de frontera entre Perú y Ecuador, desde el punto trifinio (o tripunto: -0.0388397"S  -75.1821266"O, punto en donde convergen las fronteras de los 3 países), hasta el punto donde la frontera peruana gira hacia el suroeste, haciendo una línea recta, en la desembocadura del río Yaguas (Punto: 2°45'27.5"S 70°03'34.8"O). El extremo meridional se encuentra a orillas del mar en Tacna (punto La Concordia: 18°21'04.9"S 70°22'37.6"O); el extremo oriental está en el río Heath en Madre de Dios, en el punto 12°29'53.3"S 68°39'08.3"O, y el extremo occidental se encuentra en Caleta Punta Balcones en Pariñas, Talara, Piura, en el punto: 4°40'57.7"S 81°19'42.8"O.
El Mar Peruano o Mar de Grau es la parte del Océano Pacífico que se extiende a lo largo de la Costa peruana en una extensión de 3080 km. y un ancho de 200 millas mar adentro. Su gran riqueza ictiológica es resultante de las corrientes marinas de Humboldt y del Niño. Su mar soberano cuenta con un área marítima de 991.194,97 km², siendo un país con un gran potencial hidrológico.
El pico más alto del Perú es el Huascarán en la Cordillera Blanca, con una altura de 6768 m s.n.m.; la zona más baja es la depresión de Sechura a -34 m.b.n.m.; el valle más profundo es el cañón de Cotahuasi, incluso superando al famoso cañón del Colorado; el río más largo de Perú es el río Ucayali (afluente del río Amazonas con 1771 km de longitud; el lago navegable más alto del mundo es el lago Titicaca en Puno/Perú con 8380 km² y la isla más grande del litoral peruano es la Isla San Lorenzo en el Callao con 16,48 km². Es el tercer país más grande de Sudamérica.
Geológicamente, el Perú es un país joven en gran parte de su territorio. El 42% de su superficie, el sistema andino y la costa, surgió en la Era Mesozoica, entre 130 a 65 millones de años atrás, producto de los levantamientos tectónicos suscitados por la subducción de la placa de Nazca en la placa Sudamericana.
Se levanta sobre un territorio afectado por subducción de la placa oceánica de Nazca bajo la continental Sudamericana. La intensidad del choque entre ambas masas produjo, a partir de la Era Terciaria la cordillera de los Andes, un espectacular y prácticamente único sistema montañoso que estructura el país en tres regiones geográficas muy diferentes entre sí: costa, sierra y selva.

## Delimitación territorial

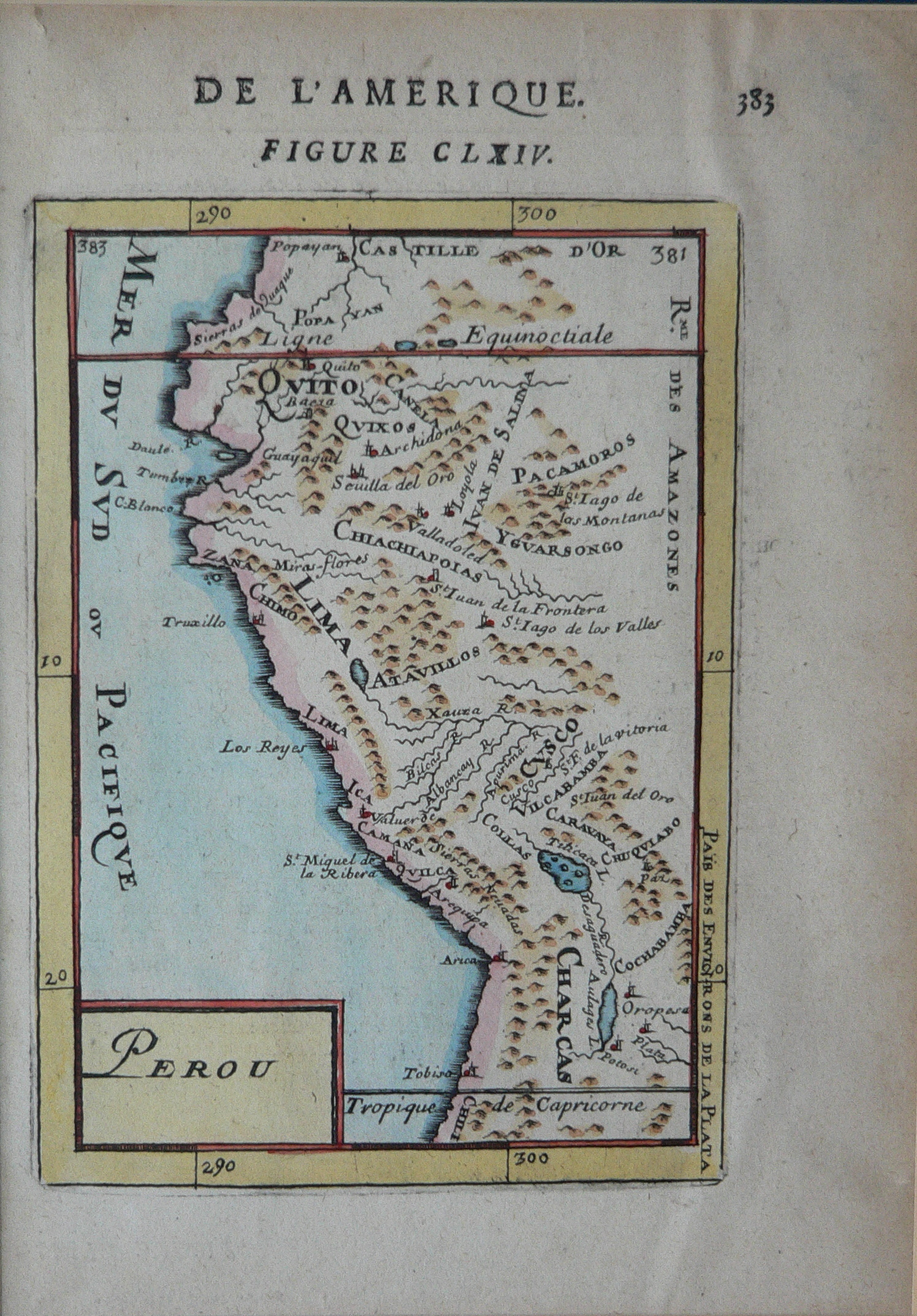
Mapa del Perú. 1683. Versión francesa.

### Fronteras
Los actuales límites fronterizos del Perú son producto de un proceso de consolidación de muchísimos años, que se inicia en 1821, tomando como base el Uti possidetis iure de 1810 y se terminan estableciendo en el siglo XX. No fueron ajenos a este proceso los esfuerzos diplomáticos de la cancillería peruana y en algunos casos, derivaron en conflictos armados, tomando protagonismo las Fuerzas Armadas. Hasta el siglo XIX, ejercieron un papel descollante el Ejército, la Marina de Guerra y la Policía Nacional; en los conflictos que hubo en el siglo XX, lo hizo también la Fuerza Aérea. Las fronteras así configuradas, mediando enfrentamiento bélico o no, culminaron en una serie de tratados, ya sean de Paz, Amistad y Límites o de Navegación y Comercio, como es el caso de los tratados y convenios con los vecinos países amazónicos (Brasil,Colombia).
El Perú es uno de los doce países independientes de América del Sur. Se localiza en la parte central y occidental de esta parte de América. Tiene una superficie continental de 1.285.215,6 km² y un perímetro de 7.073 km de línea de frontera terrestre, que se comparten con todos sus vecinos sudamericanos. La mayor longitud de frontera y una de las más agrestes, es con Brasil, la cual tiene una longitud de 2.822,496 km entre la boca del río Yavarí y la boca del río Yaverija en el río Acre y se desarrolla íntegramente en la selva amazónica, y la de menor longitud, con Chile de apenas 169 km entre la meseta de Ancomarca hasta el punto denominado Concordia en la orilla de playa en el océano Pacífico. Los límites totales según su mayor o menor longitud, son:
| Límite        | Extensión (km) | Trazado |
| ------------- | -------------- | --- |
| Perú-Brasil   | 2.822,496      | Desde la boca del río Yavarí hasta la boca del río Yaravija en el Acre. |
| Perú-Ecuador  | 1.528,546      | Desde la boca del Río Zarumilla pasando por el Río Zamora hasta la boca del río Güepí en el río Putumayo. |
| Perú-Colombia | 1.506,06       | Desde la boca del río Güepí pasando por el Río Putumayo hasta la confluencia del río Yavarí con el río Amazonas. |
| Perú-Bolivia  | 1.047,160      | Desde la boca del río Yaravija en el Acre hasta la meseta de Ancomarca, en 17ª 29‘ 57“ de latitud sur y 69° 28‘ 28“ de longitud oeste (UTM: N8031396,478; E20229373,478; Zona: 0,000; Factor escala: 4,917). |
| Perú-Chile    | 169            | Desde la meseta de Ancomarca, en 17ª 29‘ 57“ de latitud sur y 69°28‘ 28“ de longitud oeste en el Norte hasta el punto Este denominado Concordia en la orilla de playa / Hito No 1 en el océano Pacífico en 18°21`08`` latitud sur y 70°22`39`` de longitud oeste. Estos límites fueron aprobados en el Congreso de la República, mediante la Ley Nº 24650 del 19 de marzo de 1987. |

### Puntos extremos
Los puntos extremos del Perú son los siguientes:
| Dirección | Coordenadas | Descripción |
| --------- | ----------- | --- |
| Norte     | 00°01′48″S  | Limitando con Colombia con el departamento de Loreto, ubicado en la parte superior de la primera curva que describe el río Putumayo, al nororiente del poblado peruano de Güepí.      |
| Sur       | 18°21′08″S  | Limitando con Chile con el departamento de Tacna, ubicado en el Punto Concordia,[cita requerida] denominado también Pascana del Hueso, a orillas del Pacífico.                        |
| Este      | 68°39′27″O  | Limitando con Bolivia con el departamento de Madre de Dios, ubicado en la confluencia del río Madre de Dios y el río Heath.                                                           |
| Oeste     | 81°19′35″O  | Limitando con el Océano Pacífico con el departamento de Piura, ubicado en Punta Balcones, al sur del puerto de Talara (Siendo también el punto extremo más occidental de Sudamérica). |

## Relieve

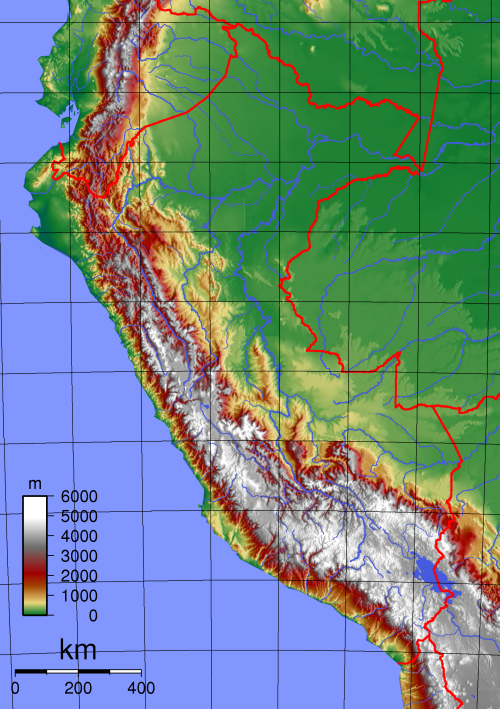
Mapa físico del Perú.

Los Andes atraviesan el Perú de norte a sur, condicionando con su imponente presencia el clima y la orografía del país. Aunque el abra de Porculla marque, a 2137 m s. n. m. forma correcta de abreviar la expresión metros sobre el nivel del mar, su punto más bajo, la Cordillera Blanca y la Cordillera de Huayhuash albergan en el sector norte las cumbres más altas del Perú. A partir del nudo de Pasco, los Andes centrales se ensanchan y presenta mesetas entre las cordilleras y cimas como las del Coropuna, el Ampato o el Salcantay. La meseta del Collao, a 3600 m s. n. m. y la cordillera Volcánica, con los nevados Misti, Pichu Pichu, y Ubinas, compone el sector meridional de los Andes peruanos a partir del Nudo de Vilcanota.
La cordillera Blanca es la cadena tropical más alta del mundo. Entre sus nevadas cumbres, que superan los 6000 m s. n. m., destaca el Huascarán, la montaña más alta del Perú. Además cabe destacar la presencia del Alpamayo, considerado el nevado más bello del mundo y el Pastoruri, muy frecuentado por turistas. La cordillera Blanca tiene una longitud de 250 km y atraviesa el departamento de Ancash. El nevado de Pelagatos, al norte, y el nudo de Tuco, al sur, establecen sus límites. Junto con la cordillera Negra, de menor altitud y sin cumbres nevadas, forma el atractivo Callejón de Huaylas, por el que discurre el río Santa.

## Clima
El hecho de estar en el Perú cerca de la línea ecuatorial indicaría que su clima debería ser eminentemente tropical, sin embargo dos factores alteran notablemente el clima. En primer lugar la existencia de la elevada Cordillera de los Andes paralela en América del Sur al Océano Pacífico y, en segundo lugar, la fría Corriente Peruana o de Humboldt que se manifiesta de sur a norte hasta la latitud 5° y que choca con la Corriente del Niño en las costas de Piura y Tumbes hasta la latitud 3.2°, al sur de la línea ecuatorial. Estos accidentes, más el anticiclón del Pacífico sur en esta parte del continente, originan una disminución de las temperaturas promedio anuales de unos diez grados centígrados en la costa y una gran variedad de climas simultáneos en todo el país el cual ha situado al Perú como uno de los países con mayor variedad de climas en el mundo.

### La Costa
Cuando se presenta el fenómeno climático conocido como El Niño es decir cuando la temperatura del mar sobrepone los 27 °C durante los veranos el clima de toda la costa varía substancialmente presentándose inundaciones que ocasionan daños de diversa naturaleza y el clima se tropicaliza manifestándose no solo en la radiación solar que caracteriza a los veranos y primaveras sino en la vegetación como ocurre en los departamentos de Piura y Tumbes.
La zona central y sur de la costa presentan un clima árido subtropical o desértico, con una temperatura promedio de 18 °C y precipitaciones anuales de 150 mm, En cambio, la zona norte posee un clima árido tropical, con una temperatura promedio por encima de los 24 °C y lluvias durante el verano. Si se produce el fenómeno del Niño, la temperatura promedio de todo el litoral puede llegar hasta los 40 °C y las lluvias se incrementan de manera significativa en la zona norte y central costera. El relieve ribereño incluye regiones ecológicas como el desierto costero, el bosque seco ecuatorial y una pequeña porción de bosques tropicales al noroeste de Tumbes. Entre los accidentes geográficos que se pueden encontrar en esta región están los acantilados, penínsulas, bahías y playas.

### La Sierra
La sierra tiene un clima de alta montaña variado y a la vez a contra estacional con respecto a la costa. Es decir, que mientras en la costa es verano, en la sierra es "invierno" (por hacer la comparación, ya que en realidad en todo el hemisferio sur será verano) y viceversa, esto es debido a que de diciembre a abril es la temporada lluviosa. Influyen adicionalmente, las diversas alturas, sus relieves que generan microclimas y las variaciones de las cantidades de precipitaciones según las zonas. La oscilación de temperatura entre el día y la noche es más pronunciada. Hay zonas, como la Cordillera Blanca que debe su denominación a las nieves y glaciares perpetuos.

### La Selva
La selva amazónica peruana, la más vasta de las tres regiones, con 782.880,55 km²  representa el 62% del territorio peruano, aparece al este de la cordillera andina. Está formada por la selva alta o de neblina, de pronunciado desnivel, y por el llano amazónico, por debajo de los 400 m s. n. m. En ella solo reside el 10% de los peruanos.
- Ceja de Selva y llanura amazónica. En la ceja de selva, el clima es más bien tropical y subtropical. La selva misma, por su propia naturaleza y ubicación alejada de las influencias de la costa y cercanía con la línea ecuatorial, tiene un clima tropical con lluvias unos 200 días al año. El permanente calor contribuye a la rápida evaporación de las lluvias y por lo tanto, a una humedad de diferentes olores, dependiendo de las plantas o árboles.

## Hidrografía
El Perú contiene el 4% del agua dulce del planeta. Este volumen se encuentra desigualmente distribuido en tres vertientes, la del Pacífico, la del Amazonas y la del Lago Titicaca, delimitadas por la cordillera de los Andes. En la segunda de estas cuencas nace también el gigante Amazonas que, con sus 6872 km, es el río más largo y caudaloso del mundo. Su vertiente ocupa el 75% del territorio.
El lago Titicaca es la vertiente más grande de Sudamérica, con 8380 km². Este lago tectónico es compartido por Perú y Bolivia. En él vierten sus aguas 20 ríos; entre ellos, el Ramis, el Ilave y el Huancané, por el lado peruano. Registra olas y mareas; tiene 36 islas e influye en el clima de la meseta del Collao, por su temperatura media de 12 °C. El lago Titicaca formaba, junto a la laguna de Arapa y el lago Poopó (Bolivia), el gran lago Ballivián del altiplano peruano.

## Regiones naturales
Véase también: Las ocho regiones naturales del Perú y Regiones tradicionales del Perú

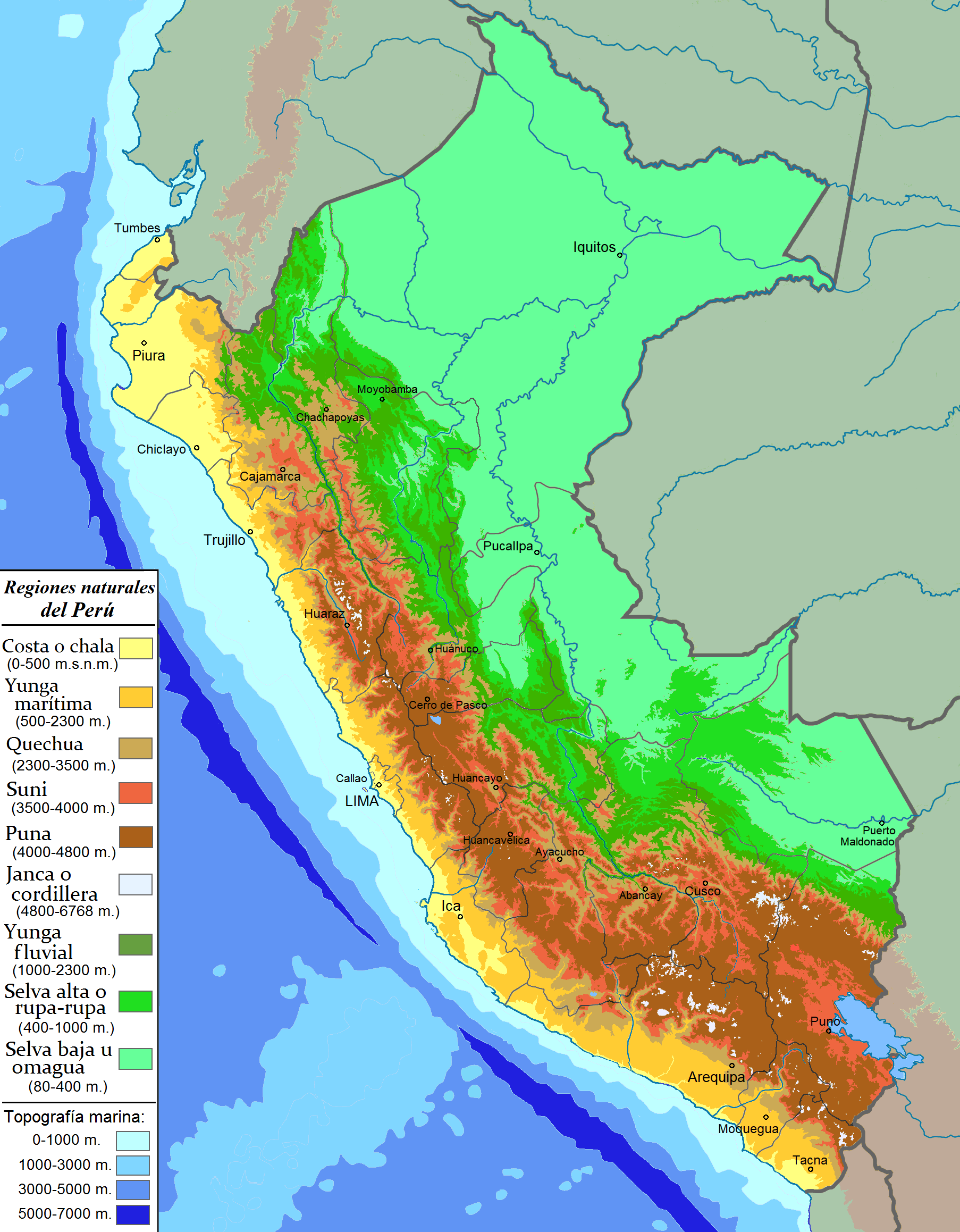
Regiones naturales del Perú de acuerdo con los parámetros de Javier Pulgar Vidal.

Cuando llegaron los españoles al Perú, dividieron su territorio en tres grandes regiones: la Costa, que está ubicada al lado del Océano Pacífico; la Sierra, que está rodeada de las grandes alturas andinas, y la Montaña o Selva, que está ubicada en las frondosas selvas de la Amazonia Peruana.
Años después, el geógrafo Javier Pulgar Vidal, basado en sus constantes estudios del territorio peruano, propuso la creación de ocho regiones naturales para poder crear un mapa fisiográfico que estuviera más acorde con la realidad biográfica del territorio peruano. En 1941, la III Asamblea General del Instituto Panamericano de Geografía e Historia aprobó esta moción.
Las ocho regiones naturales son:
1. Costa o chala. Se localiza entre el Océano Pacífico hasta los 500 m s. n. m. desde la frontera de Ecuador hasta la frontera con chile.
2. Yunga.(yunka)  en dos formas, dependiendo del flanco de la Cordillera de los Andes en que se encuentren: Yunga Marítima, desde los 500 m s. n. m. de altitud hasta los 2300 m s. n. m., en el flanco occidental y Yunga Fluvial, desde los 500 m s. n. m. hasta los 1400 m s. n. m.
3. Quechua (qechwa). Se extiende desde 2300 m s. n. m. hasta 3500 m s. n. m. de altitud sobre los dos flancos de la cordillera
4. Suni (huni). Se halla situado entre 3500 m s. n. m. y 4100 m s. n. m. sobre el nivel del mar.
5. Puna o Jalca (hallqa). Se encuentra entre 4100 m s. n. m. y 4800 m s. n. m. de altitud ocupando el área geográfica de las altas mesetas andinas
6. Janca o cordillera (hanka hirka). Situados a más de 4800 m s. n. m. sobre el nivel del mar.
7. Selva Alta o Región Rupa-rupa. Se extiende entre 500 m s. n. m. y 1400 m s. n. m. de altitud sobre el flanco oriental de la Cordillera de los Andes.
8. Selva baja o región Omagua. Comprende la gran llanura amazónica cuyo territorio está por debajo de los 500 m s. n. m. hasta los 80 m s. n. m.

A pesar de ya no considerarse a esta como la clasificación regional del Perú (hoy se considera así la propuesta de Antonio Brack: las 11 ecorregiones naturales) esta clasificación de 8 regiones naturales sigue siendo más práctica para fines de estudio de aspecto externo y para fines turísticos según lo sostiene el investigador D. López Mazzotti siempre y cuando se consideren desde el paralelo 4.103882º de latitud sur y hacia el sur.

## Ecorregiones
El Perú también es una combinación de 11 ecorregiones según la clasificación de Antonio Brack Egg y que es considerada hoy por hoy la clasificación oficial del Perú:

### Mar frío
El más rico de todo el planeta, caracterizado por la corriente de Humboldt. Recientes investigaciones dan como resultado que el agua fría del mar peruano es debida al fenómeno de afloramiento que no es otra cosa que el emerger de las aguas más profundas a la superficie. El punto donde se encuentra la mayor diversidad es en el mar de Paracas y la isla Lobos de Tierra (Piura), donde las aguas no son comparables a ninguna otra en el planeta. Tiene como actividades económicas la pesca.

### Mar tropical
Caracterizado por la corriente del Niño que trae aguas con un promedio de 26 °C de temperatura desde México. Es la única parte del Perú donde se pueden encontrar arrecifes de coral y manglares, por ello las especies que se encuentran aquí son totalmente diferentes a las del mar frío. Empieza desde el sur desde el departamento de Piura y se extiende hasta el norte. Por ser un ambiente tropical, en esta zona se hallan varias de las mejores playas del Perú, entre ellas están: Máncora, Punta Sal, Zorritos, Yacila, Colán y otras.

### Bosque tropical del Pacífico o selva del Pacífico
Selva ubicada en el departamento de Tumbes, es una pequeña porción de lo que era antes un enorme bosque tropical que se extendía desde el norte de Guatemala hasta el Perú. En término de biodiversidad, esta zona tiene una de las más altas de todas las ecorregiones (superado solo por las selvas amazónicas), esto se debe a que en este lugar se encuentran animales del amazonas como el mono aullador y el jaguar, también animales de la sierra como el cóndor y venados, pero también hay especies únicas. Este increíble hábitat se encuentra en la Reservada Nacional de Tumbes a 3 horas de la ciudad homónima.

### Bosque seco
Es una combinación entre bosques secos de la India con sabana africana, se extiende desde el departamento de Lambayeque hasta Ecuador. Principalmente, es un bosque crecido en un desierto, en el que solo pueden vivir pocas especies de árboles. El algarrobo y el ceibo son algunas especies que pueden soportar la sequedad de aquella zona. Sin embargo la fauna es muy diversa. Aquí, animales del desierto buscan refugio y también se encuentran especies autóctonas de la zona.

### Desierto Costero
Es una estrecha franja longitudinal que se extiende desde el Océano Pacífico por el oeste hasta los 1000 m s. n. m. y con una extensión que representa el 10.7% de la superficie total del país, con un litoral de 3080 km de longitud, es estrecho en el Sur (iniciándose en el Norte de Chile) y se va ampliando mucho en el departamento de Piura, cerca a los límites con el Ecuador, con un ancho variable entre 50 y 100 km.
Esta región se distingue por el terreno poco accidentado que muestra, encontramos pequeñas quebradas formados por las estribaciones andinas pero hay sobre todo pampas, dunas y tablazos, con predominio de formas rectilíneas y pocas bahías, las mayores son: Sechura, Paita, Chimbote, Callao y Paracas. En este desierto interrumpido por ríos estacionales cuyos valles han desarrollado una agricultura industrial (algodón, arroz, caña de azúcar, vid y olivos).
El clima es semicálido: húmedo aunque ausente de lluvias y árido subtropical, con precipitaciones promedio anuales inferiores a los 150 mm y temperaturas medias anuales entre los 17 a 19 °C. La causa de la falta de lluvias se debe a que los vientos alisios húmedos, al pasar sobre las aguas frías de la Corriente de Humboldt, se enfrían y producen un colchón de nubes que se hacen presentes en forma de neblinas hasta los 800 a 1000 m s. n. m. (lo que según el geógrafo Daniel López viene a marcar el límite superior a esta ecorregión), con temperaturas bajas de cerca de 13 °C. Encima de dicho colchón la temperatura aumenta de 13 a 24 °C (a este fenómeno se le llama "inversión térmica"), y el aire cálido absorbe la humedad, impidiendo la formación de nubes de lluvia.
Los hay de dos clases, planos y con montañas cerca de ellos o con dunas (algunas tan altas como de más de 20 metros), el primero se encuentra en casi toda la costa peruana mientras que el segundo solo en el departamento de Ica. Ambos son uno de los desiertos más secos del mundo, sin embargo fueron el hogar de civilizaciones avanzadas como los Moche, Vicus, Paracas, Nazca, Caral, Lima y otras.

### Serranía esteparia
Abarca los territorios del lado occidental de la Cordillera de los Andes, y se inicia alrededor de los 1000 metros de altura, justo por encima de la capa de nubes que generalmente cubre la costa. Esta es una tierra de grandes montañas y precipicios; de fértiles valles y ríos torrentosos que han modelado el paisaje durante millones de años formando profundos cañones. Su clima es seco y muy soleado, pero frío durante las noches. Las lluvias son frecuentes en las zonas más altas, cercanas a la puna, pero disminuyen conforme se desciende hacia el desierto. Ésta es la tierra de los ceibos barrigones, que acuen estas montañas varios tipos de cactus y algunos arbustos de flores muy coloridas, como la chinchircuma y la cantuta, la flor nacional del Perú. La serranía esteparia es también el hogar del puma y el venado gris; del guanaco y el gato montés; de la vizcacha, el zorrillo o añás y el zorro andino. En sus cielos abundan las aves: picaflores, águilas y halcones, loros y pericos, además de una gran variedad de pequeños pajarillos comedores de semillas.

### Puna
Región extrema e inhabitable que se ubica a más de 3800 m s. n. m.. Posee un clima muy duro, caracterizado por grandes variaciones de temperatura: frío intenso en las noches y calor durante el día. Cuenta con una temporada de lluvias, conocida como «invierno» en la sierra, que se inicia en diciembre y se prolonga hasta marzo, aunque fuera de ella no son poco comunes los aguaceros. Su relieve es mayormente plano, con grandes planicies o pampas coronadas por escarpadas cordilleras. Es en estas últimas donde se ubican los glaciares y nevados, imponentes moles de hielo y nieve que a menudo sobrepasan los 6000 metros de altura. Allí abundan las lagunas color esmeralda, los grandes salares, y se forman gran parte de los ríos que recorren el país. La puna es, ante todo, una tierra de extremos. Un lugar donde las inclemencias del clima y la escasez de oxígeno han limitado el desarrollo de la vida, y donde solo algunas criaturas especialmente adaptadas han logrado sobrevivir soportando el frío y aprovechando los pocos recursos que el medio les provee: el kolle y el queñual, especies que forman los bosques a mayor altura del mundo; los bofedales y tolares, los enormes pastizales de ichu y los rodales de puya Raimondi. Este es el reino del majestuoso cóndor andino y las esbeltas parihuanas o flamencos andinos; de las gráciles vicuñas y el poderoso puma; de las juguetonas vizcachas, roedores emparentados con los conejos, y la bella taruca, el ciervo más grande de los Andes.

### Páramo
El páramo es una suerte de puna húmeda. Una tierra de clima frío y muy lluvioso, generalmente cubierta por un manto de neblina que confiere al paisaje un toque de misterio. Se le encuentra solo en algunos lugares del Perú, principalmente en Cajamarca y la sierra de Piura. Ubicados a más de 3000 metros de altura, donde el aire suele ser helado, crecen amplios pajonales que se alternan con curiosos bosques de árboles en miniatura: los bosques enanos. Sus troncos, retorcidos y siempre cubiertos de un grueso abrigo de musgo, son el hogar de las más extrañas criaturas. Una de ellas es el pudú o sachacabra, un venado de apenas 30 centímetros de altura. Son habitantes de este lugar también el raro tapir lanudo o pinchaque, varias especies de murciélagos, el oso de anteojos o ucumari, el venado del páramo y una pequeña musaraña, descubierto recientemente por los científicos.

### Selva alta
Los mayores territorios de la selva alta se extienden a lo largo del flanco oriental de la Cordillera de los Andes, justo sobre la llanura amazónica. Su clima es cálido y muy húmedo, haciéndose frío a medida que se acerca a las alturas andinas. Aquí llueve más que en ningún otro lugar del país (hasta 5000 mm anuales), lo que permite que se formen numerosos torrentes y cascadas de agua cristalina. Su relieve es montañoso y complejo, con valles angostos y profundas quebradas, siempre cubiertos por una selva impenetrable. En sus partes más altas, generalmente envueltas en niebla y lloviznas, se ubican los bosques de nubes, mientras en las zonas más bajas se encuentran las colinas que forman la llamada «ceja de montaña». La vegetación en las yungas es quizás la más exuberante de los trópicos, con muchas orquídeas, begonias gigantes y helechos arbóreos. Este es también el hogar del gallito de las rocas, el ave nacional del Perú; el oso de anteojos, única especie de oso sudamericano; el mono choro de cola amarilla, que hasta hace poco se creía extinto; los trogones familia del quetzal, el pato de los torrentes, más de veinte variedades de picaflores y varias docenas de especies de aves fruteras.

### Selva baja
La selva o bosque lluvioso tropical, el hábitat más diverso de todo el planeta, cubre dos tercios del territorio peruano. En él vive la mayoría de las especies de plantas y animales del mundo. Posee un clima caluroso y muy húmedo, con lluvias entre diciembre y marzo, y frecuentes chaparrones a lo largo de todo el año. Aquí abundan los grandes ríos (Amazonas, Ucayali, Madre de Dios), fuente de alimento y de comunicación entre los pueblos. También hay numerosas cochas o lagos, además de pantanos o aguajales.
La flora de esta región está compuesta por más de 20.000 especies de plantas (árboles de madera fina, frutos útiles al hombre y plantas medicinales). La fauna, por su parte, es extraordinariamente rica y variada.
Entre los habitantes más conspicuos del bosque tropical están los monos, como el maquisapa y el mono aullador; los felinos como el tigrillo, el puma y el jaguar; la sachavaca o tapir, y el roedor más grande del mundo: el ronsoco. Sus aguas están pobladas de grandes peces como el paiche y el zúngaro, dos tipos de delfines de río y varias tortugas acuáticas.
La selva baja alberga cerca de mil variedades diferentes de aves: desde la imponente águila arpía hasta los minúsculos colibríes; grandes reptiles como el caimán negro y la anaconda; y números todavía desconocidos de ranas, arañas e insectos. Existen zonas aisladas con la mayor biodiversidad del planeta estas son el parque nacional del Manu y Reserva Nacional Tambopata, especialmente el área del Candamo que es la última selva totalmente virgen del planeta, donde solo se puede acceder con expediciones previamente autorizadas. Aparte de ello otras áreas son la Reserva Nacional Pacaya - Samiria, El Parque Nacional Gueppí-Sekime, el llamado "hermano del Manu", el Parque Nacional Madidi en Bolivia y el Parque Nacional Jaú en Brasil.

### Sabana de palmeras
Es una sabana compartida entre el Perú y Bolivia. Su apariencia es la de una enorme llanura de pastos altos y palmeras que llama la atención en medio de los bosques de la selva tropical. Se le conoce con el nombre de Pampas del Heath, debido al río que las recorre y sirve de límite entre los dos países. El clima es aquí muy cálido y húmedo, con una marcada estación lluviosa durante el verano. En ocasiones las lluvias son tan intensas que llegan a inundar grandes extensiones de sabana hasta convertirla en un enorme lago; solo las copas de las palmeras y los termiteros quedan como refugio para las criaturas más pequeñas.
Muchos de los animales y plantas que viven en esta región son únicos y están adaptados para sobrevivir sin problemas en el gran pastizal: el ciervo de los pantanos, el mayor de los cérvidos del Perú; el raro lobo de crin, que asemeja un zorro de patas largas; el tucán de pico amarillo (el mayor del país), y el elusivo carpintero blanco. También cohabitan en esta ecorregión los ñandúes (avestruces sudamericanas) el jaguar, pumas, el oso hormiguero gigante y los coloridos guacamayos.

## Patrimonio Natural y Cultural del Perú
La riqueza natural del Perú y la diversidad de sus ecosistemas constituyen un patrimonio reconocido en la Constitución de 1993, que obliga al Estado a promover su protección y conservación. Desde 1990, el Sistema Nacional de Áreas Naturales Protegidas por el Estado (SINANPE), bajo la dirección del Instituto Nacional de Recursos Naturales (INRENA) y la Dirección General de Áreas Naturales Protegidas y Fauna Silvestre, se encarga de esta tarea. Se ha establecido un mapa peruano de protección y conservación de la naturaleza y del patrimonio histórico-cultural. Este mapa incluye 49 Áreas Naturales Protegidas, conformadas por 8 Parques Nacionales, 8 Reservas Nacionales, 6 Santuarios Nacionales, 3 Santuarios Históricos, 4 Bosques Nacionales, 6 Bosques de Protección, 1 Reserva Comunal, 2 Cotos de Caza y 11 Zonas Reservadas, que abarcan aproximadamente el 10% de la superficie del país.

### Parques Nacionales
Los Parques Nacionales son áreas designadas para la protección y preservación de la flora y fauna silvestre, así como de las bellezas paisajísticas. En estas áreas, están prohibidas la explotación de recursos naturales y los asentamientos humanos. El parque nacional más antiguo de Perú es el de Cutervo, creado en 1961 en el departamento de Cajamarca, conocido por sus numerosas cuevas como las de San Andrés, hogar del guácharo, un ave nocturna en peligro de extinción.

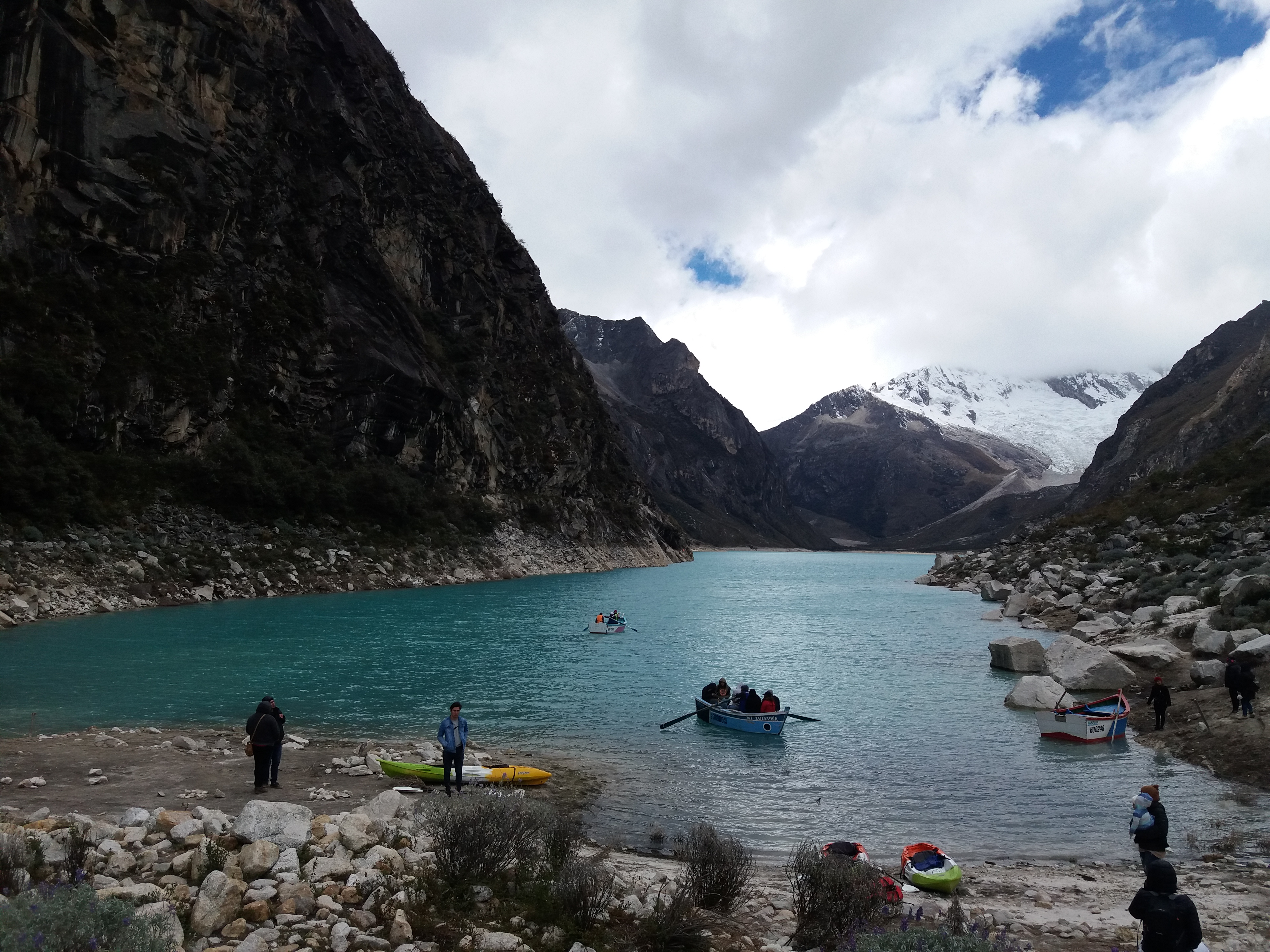
Parque Nacional Huascaran (Huaraz, Peru)

Otros parques nacionales destacados son:
- Tingo María (Huánuco), famoso por la Cueva de las Lechuzas, también habitada por guácharos.
- Manu (Madre de Dios y Cusco), una de las áreas más representativas de la biodiversidad amazónica, reconocida como Reserva de Biósfera del Manu y Patrimonio Natural de la Humanidad por la UNESCO.
- Huascarán (Áncash), dominado por el nevado Huascarán, la montaña más alta del Perú, y hogar de la Puya Raimondi y diversas especies animales.
- Cerros de Amotape (Piura y Tumbes), caracterizado por sus bosques secos y especies en peligro de extinción como el cocodrilo de Tumbes.
- Río Abiseo (San Martín), incluido en el Patrimonio Natural y Cultural de la Humanidad por la UNESCO.
- Yanachaga-Chemillén (Pasco), que conserva bosques tropicales y cuenta con importantes yacimientos arqueológicos.
- Bahuaja-Sonene (Madre de Dios y Puno), que incluye bosques tropicales y pampas del Heath.

### Reservas Nacionales
Las Reservas Nacionales son áreas destinadas a la protección y propagación de la fauna silvestre. Algunas de las más importantes incluyen:
- Pampa Galeras-Bárbara D’Achille (Ayacucho), dedicada a la vicuña.
- Junín (Junín), que protege el ecosistema y biodiversidad del lago Junín.
- Paracas (Ica), enfocada en la conservación de ecosistemas marinos y el patrimonio histórico-cultural.
- Lachay (Lima), destinada a la restauración y protección del ecosistema de las lomas de Lachay.
- Pacaya-Samiria (Loreto), que conserva los ecosistemas de la selva baja y promueve las poblaciones nativas.
- Salinas y Aguada Blanca (Arequipa y Moquegua), para la conservación de flora, fauna y formaciones paisajísticas.
- Calipuy (La Libertad), centrada en la protección de los guanacos.
- Titicaca (Puno), dedicada a la conservación de los ecosistemas y paisajes del lago Titicaca.

### Otras Unidades de Conservación

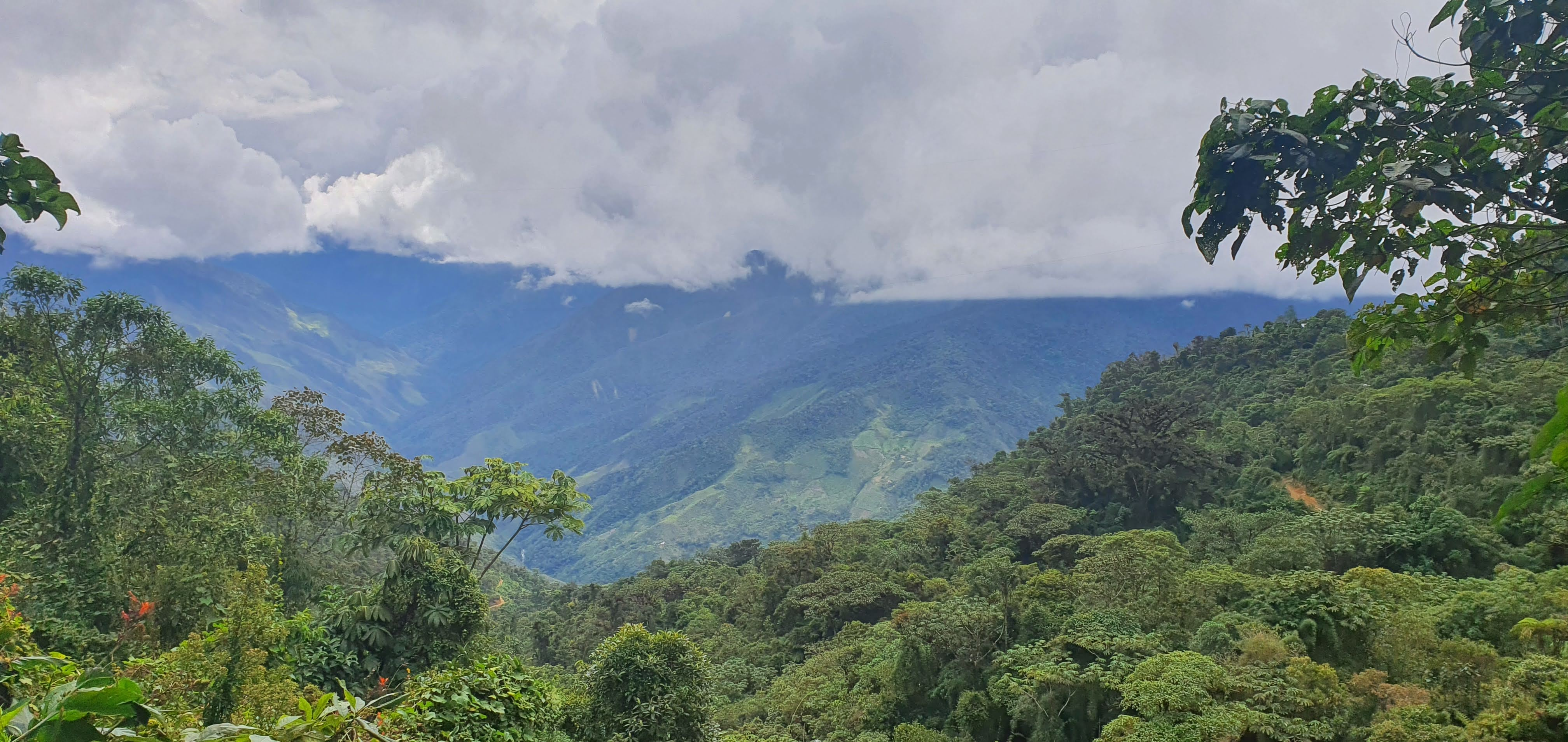
Vista Panoramica del Parque Nacional Cordillera Azul

Además de los parques y reservas nacionales, Perú cuenta con diversas unidades de protección, entre ellas:
- Santuarios Nacionales como Huayllay, Calipuy, Lagunas de Mejía, Ampay, Manglares de Tumbes y Tabaconas Namballe.
- Santuarios Históricos como Chacramarca, Pampas de Ayacucho y Machu Picchu.
- Bosques Nacionales como Biabo Cordillera Azul, Mariscal Cáceres, Pastaza-Morona-Marañón y Alexander von Humboldt.
- Bosques de Protección como Aledaño Bocatoma del Canal Nuevo Imperial, Puquío Santa Rosa, Pui-Pui, San Matías-San Carlos, Alto Mayo y Pagaibamba.
- Reservas Comunales como Yanesha.
- Cotos de Caza como Sunchubamba y El Angolo.
- Zonas Reservadas como Manu, Laquipampa, Apurímac, Pantanos de Villa, Tambopata-Candamo, Batán Grande, Algarrobal El Moro, Tumbes, Güeppi, Chancaybaños y Aymaru Lupaca.

Estas diversas unidades de protección, conservación e investigación reflejan la extraordinaria riqueza biológica y el patrimonio histórico-cultural de Perú, haciendo del país una de las regiones naturales privilegiadas del mundo.